# ピエール・モリニエ
ピエール・モリニエ（Pierre Molinier、1900年4月13日 - 1976年3月3日）は、フランスの画家、写真家、オブジェ作家である。初期の作風は風景画が中心であったが、後にフェティシズムやエロティシズムを主題とした官能的な表現へと移行した。特に、女性の肉体美に焦点を当てた絵画や、自身が女装して撮影した写真、あるいは肉体の各部位を交換・自由に組み合わせたフォトモンタージュなどの作品で知られる。そのシュルレアリスムの流れを汲む作品群は、ヨーロッパおよび北アメリカの芸術家に影響を与えた。

## 生涯
モリニエは1900年4月13日、フランス南西部の都市アジャンに生まれた。モリニエ家は海運業と絵画業を営む家系であり、父親は内装職人であり航海士でもあった。幼少期より性愛への強い関心を示し、特に脚、ストッキング、靴といった特定の要素に執着を抱いたとされる。
1918年冬、妹のジュリエンヌが当時流行していたスペイン風邪により死去した。この出来事がモリニエの精神に与えた影響は大きく、彼の作品に現れる倒錯的なテーマの源泉の一つとも解釈されることがある。モリニエは地元の修道士学校で教育を受け、1922年にはボルドーに定住した。1931年には看護師のアンドレアと結婚し、一女一男をもうけた。青年期は激しい気性の持ち主であり、異性との交遊や銃の収集を愛好した。

### 芸術活動
モリニエは無名時代が長く、アンデパンダン展への出品を重ねるも、その挑戦的な作風は当時の美術界では敬遠されがちであった。しかし、1955年頃からシュルレアリスムの主唱者であるアンドレ・ブルトンとの交流が始まり、芸術家としての才能が認められることとなる。ブルトンはモリニエの作品に強く魅了され、1956年1月から2月にかけてパリでモリニエの絵画展を開催した。この展覧会は、モリニエの作品が広く認知される上で重要な機会となった。
モリニエの作品は、彼自身の内面的な欲望や倒錯的なファンタジーを露骨に表現しており、特に女装した自画像や、切り貼りされた裸体の写真を用いたフォトモンタージュは、見る者に強い衝撃を与える。これらの作品は、身体の各部位をオブジェクトとして扱い、自由に再構築することで、従来の人間像やジェンダーの概念に揺さぶりをかけるものであった。

### 晩年と死
晩年のモリニエは健康問題を抱えるようになった。そして1976年3月3日、ボルドーにて拳銃による自殺を遂げた。彼の死は、その生前の特異な芸術活動と同様に、多くの人々に衝撃を与えた。

## 代表作
- 『シャーマンとその創造物たち』(仏: Le Chaman et ses créatures) (1995年) これは没後に刊行されたフォトモンタージュ作品集である。